# 웅상
웅상(熊上)은 경상남도 양산시 동부에 위치한 지역이다. 남쪽으로 부산광역시 기장군 북쪽으로 울산광역시 울주군으로 연결되는 월경지로, 산업단지와 주거단지가 조성되며 인구가 급증하였다. 이에 따라 2007년 웅상읍(熊上邑)이라는 하나의 행정구역을 서창동, 소주동, 평산동, 덕계동의 4개의 행정동으로 전환·분리하고 웅상출장소를 설치하였다.

## 역사
- 1894년: 울산도호부 웅촌면이 웅상면, 웅하면으로 분면되었다.
- 1896년: 울산도호부가 울산군으로 승격하여 울산군 웅상면이 되었다.
- 1906년: 웅상면이 양산군에 편입되어 양산군 웅상면이 되었다.
- 1914년 4월 1일: 9개리로 개편하였다.
- 1991년 11월 20일: 웅상면이 읍으로 승격하여 양산군 웅상읍이 되었다.
- 1996년 3월 1일: 양산군이 양산시로 승격하여 양산시 웅상읍이 되었다.
- 1998년 4월 1일: 웅상읍 평산리, 덕계리, 매곡리, 주진리를 관할로 덕계출장소가 설치되었다.
- 2004년 1월 1일: 양산시 웅상민원출장소가 설치되었다.
- 2007년 4월 1일: 웅상읍을 4개동으로 분동하고, 웅상민원출장소가 웅상출장소로 승격하였다.
  - 서창동, 소주동, 평산동, 덕계동
- 2014년 1월 20일: 출장소청사를 삼호로 41에서 진등길 40으로 이전

| 행정동         | 법정동                                         |
| -------------- | ---------------------------------------------- |
| 서창동(西倉洞) | 용당동(龍塘洞), 삼호동(三湖洞), 명동(椧洞)     |
| 소주동(召周洞) | 주남동(周南洞), 소주동(召周洞), 주진동(周津洞) |
| 평산동(平山洞) | 평산동(平山洞)                                 |
| 덕계동(德溪洞) | 덕계동(德溪洞), 매곡동(梅谷洞)                 |

## 지리
천성산, 대운산, 불광산, 용천산 등 비교적 큰 산들에 둘러 싸인 분지지형이다. 웅상 지역 서쪽으로는 천성산에서 백양산까지 이르는 낙동정맥이 지나가므로 양산시내와는 지형적으로 막혀있으나, 울산 울주군 웅촌면이나 부산 기장군 쪽으로는 평탄한 지대로 이어져있는 편이다.

## 정치·행정

### 웅상출장소
인구가 많아지면서 점점 커지는 웅상 지역에 보다 나은 서비스를 제공하고자 2004년에 민원출장소가 설치되었고, 2007년 4월 1일에 양산시 웅상출장소로 승격하였다. 출장소 청사는 경상남도 양산시 삼호로 41(삼호동)에 소재한 KT사옥을 임대하여 사용하다가 2014년 1월 20일에 진등길 40(주진동)의 신청사로 이전하였다.
웅상출장소는 3과(총무과·주민복지과·도시건설과) 17담당 4행정동(서창·소주·평산·덕계)으로 이루어져 있으며 공무원 정원은 113명(출장소 65명+행정동 49명)이다.

### 기타
- 삼호로 158(삼호동)에 서창파출소가, 덕계로 95(덕계동)에 덕계파출소가 설치되어 치안을 담당하고 있다.
- 웅상대로 1120(명동)에 웅상119안전센터가, 내연4길 9(평산동)에 평산119안전센터가 설치되어있다. 그러나 지역 주민들과 홍순경 경상남도의원이 웅상지역에 웅상소방서를 신설할 것을 요구하고 있다.[1]
- 웅상의 오·폐수는 울산광역시의 회야하수종말처리장에서 처리하고 있다. 이에 따라 웅상지역의 하수도 사용료는 양산시가 아닌 울산광역시에서 징수하고 있다.[2]

## 행정 구역
웅상출장소는 9개 법정동을 4개 행정동으로 나누어 관할하고있다. 인구는 2019년 7월 기준으로 39,335세대 93,608명이다.
| 행정동     | 면적  | 세대   | 인구   | 주민센터                        |
| 서창동     | 22.00 | 12,939 | 30,536 | 양산시 서창로 194(삼호동)       |
| 소주동     | 18.45 | 8,901  | 19,930 | 양산시 소주회야1길 5-26(소주동) |
| 평산동     | 10.75 | 12,713 | 31,668 | 양산시 평산로 71(평산동)        |
| 덕계동     | 13.38 | 4,782  | 11,474 | 양산시 번영로 35(덕계동)        |
| 웅상출장소 | 64.52 | 39,335 | 93,608 | 양산시 진등길 40(주진동)        |

## 인구와 가구

### 웅상면
| 1970년                           | 8,863  | 1,726  |
| 1975년                           | 9,899  | 1,885  |
| 1980년                           | 11,543 | 2,473  |
| 1985년                           | 13,463 | 3,284  |
| 1990년                           | 20,338 | 5,287  |
| 1995년                           | 48,944 | 13,786 |
| 자료 : 통계청 KOSIS 국가통계포털 |        |        |

### 웅상읍
| 2000년                                     | 62,720 | 18,861 |
| 2005년                                     | 75,714 | 24,724 |
| 2006년                                     | 75,853 | 26,469 |
| 자료 : 통계청 KOSIS 국가통계포털, 양산시청 |        |        |

### 웅상출장소
| 2007년          | 82,897 | 27,592 |
| 2008년          | 82,376 | 29,020 |
| 2009년          | 85,230 | 30,449 |
| 2010년          | 90,395 | 33,122 |
| 2011년          | 92,697 | 34,243 |
| 2012년          | 92,826 | 34,959 |
| 2013년          | 94,189 | 35,423 |
| 2014년          | 94,649 | 36,282 |
| 2015년          | 95,883 | 37,097 |
| 2016년          | 98,107 | 38,418 |
| 2017년          | 98,037 | 39,130 |
| 2018년          | 97,189 | 39,320 |
| 자료 : 양산시청 |        |        |

## 주요 시설

### 유관기관
- 덕계파출소
- 서창파출소
- 소주파출소
- 웅상119안전센터
- 평산119안전센터
- 서창우체국
- 덕계우체국
- 웅상보건지소

### 언론기관
- 웅상뉴스(웅상신문)

### 교육기관
초등학교
- 웅상초등학교
- 덕계초등학교
- 서창초등학교
- 대운초등학교
- 신명초등학교
- 백동초등학교
- 평산초등학교
- 천성초등학교

중학교
- 웅상중학교
- 웅상여자중학교
- 서창중학교
- 개운중학교

고등학교
- 웅상고등학교
- 서창고등학교
- 효암고등학교

대학교
- 영산대학교

## 교통 시설

### 도로
7호선이 웅상을 지나며 부산광역시와 울산광역시를 연결한다. 지방도는 1028호선이 온양읍과 연결된다. 그러나 양산시내와 직접 연결되는 도로는 없고, 기장군 정관읍 월평리를 경유해 국가지원지방도 제60호선을 이용해야한다.

### 시외버스
웅상지역 용당동에 용당정류소가, 삼호동에 서창정류소가, 덕계동에 덕계정류소가 있으며 울산~부산과 울산~부산경유~마산·창원·진해·여수 노선, 방어진~부산노선과 방어진~부산경유~통영 노선이 경유한다. 그러나 울산~부산과 방어진~부산을 제외한 다른 노선들은 운행 횟수가 적으며, 부산종합버스터미널이나 울산 신복시외버스정류소를 이용하는 것이 편리하다.

## 행정 구역 개편 논란
웅상은 신라시대에는 웅하면(웅촌면)의 일부였으며, 고려시대에 흥례부에 편입된 이래 계속 울산에 속해있다가 1906년에서야 양산에 편입되었다. 그러나 양산시내와는 천성산으로 가로막힌 실질 월경지인데다 교류도 적고, 주민들은 부산광역시 또는 울산광역시로의 편입을 원하고있다. 설문조사 결과 현재의 웅상출장소 행정 체제에 대해 43.0%가 '불만'을, 12.2%가 '만족'을 나타냈다. 행정 구역 개편 방향에 대해서는 웅상지역만 부산편입이 28.3%, 웅상지역만 울산편입이 19.4%, 웅상시 승격이 17.8%순으로 나타났다. 양산과 분리되지 않고 행정 구역 개편이 이루어질 경우 양산시 전체 부산편입이 55.5%, 양산시 전체가 울산편입이 22.9%, 행정 구역 개편 불필요가 21.6%로 나타났다.
웅상발전협의회가 울산대학교 울산학연구소에 의뢰한 '생활권과 경제권을 고려한 웅상지역 행정구역개편의 필요성 연구'용역에 따르면 웅상지역이 부산광역시 금정구에 편입될 경우 주민선호도나 생활권 일치 측면에서 우수하나 지리적 격리 때문에 현실적으로 불가능할 것으로 판단되고, 기장군 편입은 주민선호도가 낮고 행정 구역 편입의 이점이 별로 없어서 울주군 편입이 현실적인 대안으로 평가되었다.
20대 총선을 앞두고 양산시가 갑, 을 선거구로 분구되면서 웅상을 중심으로 한 양산 을 선거구가 신설되었다. 다만 웅상만으로 선거구를 만들기에는 부족하여 원양산 지역 일부도 편입되었다. 웅상 지역 전체와 동면과 양주동으로 구성되었다. 원양산 지역인데 졸지에 웅상 선거구로 편입된 양주동 입장에선 억울하겠지만, 오히려 실제 선거 결과에서는 웅상 4개 동과 동면에서 새누리당 후보가 거의 적은 표차로 우세했는데 양주동에서 그것보다 큰 표차로 더민주 후보가 우세하여 양주동이 캐스팅보터 역할을 하게 되었다.

## 명칭 변경 논란
나동연 양산시장은 2012년 신년인사회에서 생활권과 문화적 이질감을 보이고있는 양산의 통합을 위해 '웅상'이라는 지명을 '동부 양산'으로, '웅상출장소'를 '동부출장소'로 변경하자고 제안했다. 그러나 이에 대해 웅상지역 상당수 주민들은 미온적인 반응을 보였다.

## 출장소 폐지 논란
양산시의회에서 웅상출장소 신청사 건립 예산을 삭감한데다, 최영호 양산시의원이 “개소 당시의 취지와는 달리 충분한 기능과 역할을 할 수 없다면 그 존재의 이유가 없는 것이며 이는 행정낭비에 불과하다”고 존재가치에 의문을 제기했다. 그러나 웅상지역에서는 오히려 웅상출장소의 기능과 권한을 강화해야 한다고 주장했다.